# Agios Nikitas
Agios Nikitas  este un oraș în Grecia în prefectura Lefkada.